# Morrumbene
Morrumbene es un distrito y el nombre de su capital situado en la zona septentrional provincia de Inhambane, en Mozambique. 

## Características
Limita al norte con el distrito de Massinga, al este con el Océano Índico, al sur con el Maxixe y Homoíne y al oeste con Funhalouro.
Tiene una superficie de 2.608 km² y según el censo de 2007 una población de 124.471 habitantes, lo cual arroja una densidad de 47,7 habitantes/km². Se ha presentado un aumento de 12,3% con respecto a los 110.817 habitantes registrados en 1997.

## División administrativa
Este distrito, formado por seis localidades, se divide en dos puestos administrativos (posto administrativo), con la siguiente población censada en 2005:
- Morrumbene, sede, 67 342.
- Mucodoene, 68 155.